# 2018年李克强访日
李克强访日是指中国国务院总理李克强在2018年5月9日至11日期间正式访问日本，出席中日韩领导人会议和《中日和平友好条约》缔结40周年纪念活动等。
这是李克强出任国务院总理后首次访问日本，亦是自2011年5月时任总理温家宝访日后，再有中国总理到访日本。

## 行程

### 5月9日
上午，李克强在东京与日本首相安倍晋三和韩国总统文在寅共同出席中日韩领导人会议，是三国相隔两年后再次举行首脑峰会。下午，李克强与安倍晋三会谈，将就避免东海冲突的「海空联络机制」达成正式协议。晚上，安倍晋三将会设宴款待李克强率领的中国代表团。

### 5月10日
上午，李克强前往皇居与日本天皇明仁会面，之後李克强与安倍晋三出席《中日和平友好条约》缔结40周年纪念活动，并且发表演讲。之后，與日本參眾兩院議長山崎正昭、大島理森會面。會後，與當年条约簽訂者第二代和家屬會面，包含前首相福田康夫、前众议院议长河野洋平。

### 5月11日
李克强前往北海道札幌，出席“中日知事省长论坛”和参观汽车零件工厂，首相安倍也離開東京一同前往。出發前在東京飯店與日本自民黨幹事長二階俊博、公明黨黨首山口那津男會面。

## 各方評價
- 上海復旦大學日本研究中心主任胡令遠認為這象徵中日韓走出過去八年多曲折的道路，各國之間的關係將重回正軌。之前一段時間日本的外交戰略取向是將中國作為對手來破壞干擾[8]，然而事實證明毫無作用與效果，最終中國GDP達日本兩倍以上並持續增長，一帶一路計畫獲得廣大迴響，甚至不少日商都對政府施壓表示必須趕緊加入，現在日本開始釋出改變態度的訊號。[9]
- 北京大學國關學院認為從日本人的視角觀點來看，日本首相甚少陪同外國領袖前往東京以外地點，這次安倍卻長途前往北海道與李會面，顯見重視程度，以總理（政府首腦）位階獲得天皇（國家元首）和首相（政府首腦）高規格招待，以日本人的文化角度來看是一種榮耀，這是外界忽略的視角。（此前朱鎔基和溫家寶以總理身份訪日亦同樣獲天皇接見。）[8]
- 日經新聞判斷，安倍釋放出「海空聯絡機制」緩解東海矛盾是願意就爭議面放出降溫訊號，對一帶一路鬆口表示可以共同發展，放出了2018年開始對美國戰略最終目的不信任感上升。[10][11]
- 旺報評論認為李提出的「中日韓+X」模式，是抓住了美國在川普上台後開始扮演國際社會的不穩定來源這一機遇，透過朝鮮問題緩解和民族派的韓國總統上台這一契機，如果能整合東亞經濟成為國際上一股安定力量[12][13]，將再次展現中國的國際領導力，畢竟東亞加上南亞擁有巨大的人口，且同時存在高科技發達的經濟體和極端落後的經濟體，隱含巨大發展成長機會將主宰21世紀的經濟主題，中日韓若能某種程度和解並聯手，將能主導這一地區。[14]